# Parafia św. Franciszka z Asyżu w Wałbrzychu

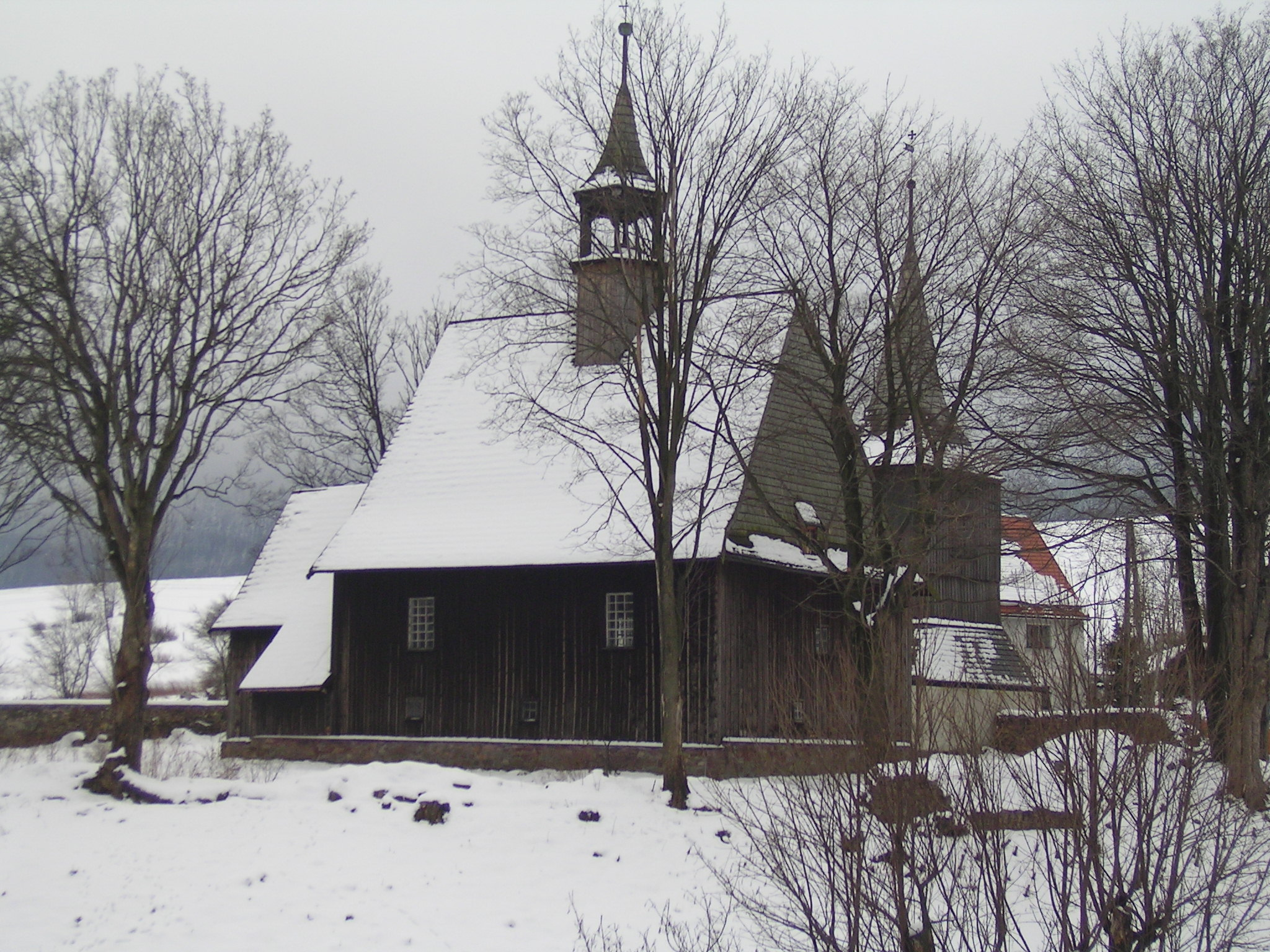
Kościół filialny w Rybnicy Leśnej

Parafia św. Franciszka z Asyżu w Wałbrzychu – rzymskokatolicka parafia położona w dekanacie Wałbrzych-Południe w diecezji świdnickiej.

## Historia
Historia niemieckiej parafii pw. św. Franciszka z Asyżu 
W 1887 wrocławski kanonik dr Franz uzyskał około 6 hektarów gruntu z budynkami oberży, gorzelni i sali tanecznej. W 1888 mieszczące się na działce budynki zostały przebudowane pod nadzorem mistrza murarskiego Carla Jaegera na kościół, probostwo, mieszkania dla służby kościelnej oraz jednoklasową szkołę. Kościół znajdował się w miejscu dzisiejszego prezbiterium, a drzwi wejściowe znajdowały się od strony ul. Skłodowskiej w dzwonnicy. Nie posiadał sufitu, był jednonawowy, a nad nawą był bezpośredni dach, powiązany belkami i sztabami Nowa parafia została utworzona z czterech miejscowości wydzielonych z parafii pw. Aniołów Stróżów w Wałbrzychu: Dittersbach, Heinrichsgrund, Neuhaus, Baerengrund oraz Alt i Neu Hain wydzielonych z parafii w Mieroszowie.
1889	28 listopada kanonik Franz dokonał poświęcenia kościoła, nadając mu patrona w osobie św. Franciszka z Asyżu. Pierwsze nabożeństwo odprawili księża z parafii w Wałbrzychu. W głównym ołtarzu umieszczony został obraz patrona parafii, natomiast w bocznym obraz św. Barbary. Oba malowidła, a także część paramentów i bielizny kościelnej ofiarował wielki dobrodziej parafii - kanonik Franz. Część paramentów i bielizny ofiarował także ksiądz proboszcz z Wałbrzycha.
1890	10 sierpnia pierwszym opiekunem kościoła został ksiądz Herman Wagner.
1891	4 listopada ksiądz Herman Wagner został administratorem samodzielnej już parafii pw. św. Franciszka z Asyżu. Do nowej parafii należy 2300 osób i 410 dzieci szkolnych.
7 listopada ksiądz Wagner zostaje pierwszym proboszczem parafii.
1892	Zostaje założony parafialny cmentarz.
1893	6 kwietnia otwarto nową szkołę katolicką.
1901	Wobec wzrostu liczby parafian, kościół otrzymał pierwszego wikariusza.
1909	Sprowadzono siostry zakonne, które zamieszkały w budynku dawnej szkoły.
1915	W kościele i parafialnych budynkach zainstalowano sieć elektryczną.
1917	6 grudnia zmarł administrator parafii, ksiądz Herman Wagner. Pochowany został na parafialnym cmentarzu.
Tymczasowym administratorem został ksiądz wikariusz Bleisch.
1918	10 czerwca nowym proboszczem został ksiądz Paweł Pfeffing.
1919	Procesja Bożego Ciała, ubogacona chórem i orkiestrą górniczą, wyszła pierwszy raz na zewnątrz kościoła.
1921	Od 30 kwietnia do 7 maja ojcowie benedyktyni przeprowadzili pierwsze misje ludowe.
Wybucha epidemia tyfusu. Choruje ponad siedemset osób; siedemdziesiąt umiera.
1923	Nowym proboszczem zostaje ksiądz Franciszek Nonnast.
1927	Kuria biskupia przenosi prawo własności całego majątku na parafię.
19 października nowym proboszczem zostaje ksiądz Wilhelm Kubis.
1929	8 września poświęcono murowaną kaplicę cmentarną.
1933	22 lipca położono kamień węgielny pod budowę nowego kościoła i wieży dzwonniczej. Prace powierza się wałbrzyskiemu architektowi, Alfonsowi Weigerowi.
24 września, na kościelnej dzwonnicy, zawiesza się trzy dzwony: Trójca Święta, Święty Franciszek i Ave Maria.
1933	22 listopada ksiądz kardynał Adolf Bertram poświęcił nową świątynię. Pierwszą mszę św. w nowej świątyni odprawił ksiądz proboszcz Wilhelm Kubis. Kościół z trudem pomieścił licznie przybyłych wiernych.
1934	1 września miejscowości tworzące parafię św. Franciszka z Asyżu zostały włączone do Waldenburga. W kościele zainstalowano centralne ogrzewanie i wstawiono ławki.
1935	Urządzono plac przed kościołem. W kościele sporządzono ołtarz główny z krzyżem - kopią średniowiecznego krzyża z klasztoru w Neuen, obrazami z życia św. Franciszka, namalowanymi przez artystę Weigera i gobelinami utkanymi przez siostrę Weigera.
1936	Zakończono budowę kościoła. Poświęcono mozaikę z obrazem św. Franciszka nad wejściem do kościoła.
1937	W święta Bożego Narodzenia poświęcono ostatnie dwa malowidła ścienne, przedstawiające św. Sebastiana i św. Michała. Jak pisze parafialny kronikarz: „Na tym zakończono budowę kościoła, reszta należy do przyszłych generacji, którym obecna nie zostawia żadnych długów. Koszta ogólne budowy wyniosły 81 000 marek”.
Historia polskiej parafii pw. św. Franciszka z Asyżu 
1945	Po zakończeniu działań wojennych duszpasterstwo w parafii św. Franciszka z Asyżu objęli Księża i Bracia Pallotyni ze Stowarzyszenia Apostolstwa Katolickiego.
1 września proboszczem polskiej parafii zostaje ksiądz Stanisław Hereśniak.
1946	W maju opuszcza parafię niemiecki proboszcz Willi Kubis. Został deportowany do Niemiec przez władze ludowe.
1947	Nowym Proboszczem został ksiądz Tomasz Sobieraj.
1948	Od 18 kwietnia do 2 maja odbyły się w parafii pierwsze po wojnie misje ludowe, podczas których miała miejsce wizytacja administratora apostolskiego księdza Karola Milika.
27 maja poświęcono parafię Najświętszemu Sercu Pana Jezusa.
2 czerwca poświęcono umieszczony w bocznym ołtarzu obraz Matki Boskiej Częstochowskiej.
1949	3 czerwca poświęcono umieszczony w bocznym ołtarzu obraz Najświętszego Serca Jezusowego.
1951	29 sierpnia nowym proboszczem został ksiądz Franciszek Madej.
1952	W pierwszych dniach września nowym proboszczem został ksiądz Witold Hadziewicz.
1954	Na początku lipca przybyły do parafii Siostry z Szensztackiego Instytutu Sióstr Maryi, z przełożoną, siostrą Małgorzatą Stajkowską. Zajmowały się kościołem, chorymi i nauczaniem religii. 1956	20 lipca rozpoczął się remont kościoła. Pracami kierował ksiądz Jan Młyńczak, który wykonał polichromie. Remont zakończył się 11 października.
27 grudnia zmarł ksiądz senior Augustyn Zaraza. Uroczystości pogrzebowe odbyły się 29 grudnia, a następnie trumna ze zwłokami została przetransportowana do Wadowic.
1957	5 maja parafia ponownie oddała się w opiekę Matki Boskiej, a parafianie odnowili ślubowania złożone Matce Boskiej przez króla Jana Kazimierza. Tego dnia poświęcono także sztandar maryjny.
We wrześniu, dekretem Kurii Arcybiskupiej we Wrocławiu, przyłączono do parafii św. Franciszka z Asyżu Rybnicę Leśną.
6 października poświęcono sztandar św. Józefa, opiekuna rodzin chrześcijańskich.
1958	W lutym rozpoczął się kolejny remont kościoła i budynków kościelnych. Remont objął tynkowanie, naprawę pieców, wymianę okien i drzwi oraz naprawę dachu i rynien. Zakończył się 5 października.
W sierpniu rozpoczęto budowę groty Matki Boskiej na placu przed kościołem.
30 sierpnia nowym proboszczem został ksiądz Henryk Popiel.
1959	3 maja poświęcono grotę Matki Boskiej.
1960	Na początku kwietnia rozpoczęto budowę ogrodzenia kościoła i plebanii.
9 września, podczas parafialnego odpustu, poświęcono nowe ogrodzenie oraz ufundowany przez kolejarzy, krzyż na wieży kościelnej.
1961	Na początku kwietnia rozpoczęto budowę ogrodzenia cmentarza. Poświęcenie odbyło się 1 listopada.
1962	16 września poświęcono wyremontowane organy, które, m.in. otrzymały nowy, odwrócony w stronę ołtarza kontuar.
1963	17 lutego poświęcono sztandar ministrantów.
12 maja odbyła się uroczystość kanonizacyjna ku czci św. Wincentego Pallottiego. Pontyfikalną sumę odprawił ksiądz biskup Paweł Latusek wraz z księdzem prowincjałem Eugeniuszem Weronem, a po mszy św. wierni mogli ucałować relikwie św. Wincentego.
1964	17 maja poświęcono dzwon „Marya Królowa Polski” - wotum parafii dla Matki Boskiej Częstochowskiej. Dzwon ustawiono na tymczasowym podwyższeniu obok groty.
14 czerwca parafia, w obecności księdza biskupa Andrzeja Wronki, przeżywała nawiedzenie obrazu Matki Boskiej Częstochowskiej.
1965	Zgodnie z postanowieniami II Soboru Watykańskiego, 29 sierpnia ustawiono w kościele nowy ołtarz, przy którym kapłan odprawia mszę św. twarzą do wiernych.
12 grudnia, w obecności kopii obrazu Matki Boskiej Częstochowskiej, parafia oddała się w macierzyńską niewolę Najświętszej Maryi Panny.
1966	Uroczyście obchodzono tysiąclecie chrztu Polski:
9 kwietnia, w liturgiczną rocznicę tysiąclecia chrztu Polski, odbyło się odnowienie przyrzeczeń Chrztu św.
14 kwietnia, w historyczną rocznicę chrztu Polski, przez dziesięć minut w całej Polsce biły dzwony. W kościele na Podgórzu odbyło się uroczyste nabożeństwo, podczas którego odśpiewano dziękczynne „Te Deum”.
8 maja poświęcono i wmurowano pamiątkową tablicę z okazji tysiąclecia chrztu Polski - wotum parafian.
9 czerwca, podczas uroczystości Bożego Ciała, poświęcono drugie wotum - monstrancję.
15 czerwca, po dwóch latach oczekiwania, wciągnięto na kościelną wieżę dzwon „Marya Królowa Polski”.
1 września nowym proboszczem został ksiądz Stanisław Mikulski.
1967	W lutym rozpoczął się remont plebanii, uszkodzonej wskutek robót górniczych kopalni „Mieszko”. Zakończył się 1 listopada.
W maju wyremontowano cmentarną kaplicę i wstawiono do niej nowy ołtarz.
1969	Po Wielkanocy przebudowano prezbiterium i wszystkie ołtarze. Przed ołtarzem głównym ustawiono nową balustradę.
Na początku grudnia zakończono zakładanie centralnego ogrzewania w kościele.
1970	2 października rozpoczęto remont uszkodzonego wskutek szkód górniczych wnętrza kościoła i kościelnej wieży. Trwał on do jesieni następnego roku.
1971	 Nowym proboszczem został ksiądz Jan Porębski.
1974	W nocy z 31 stycznia na 1 lutego na strychu plebanii wybuchł pożar. Spaliły się krokwie, łaty i pokrycie dachu, a także część sufitu.
W połowie maja pożar wybuchł w kościele filialnym na Gliniku. Spłonęły schody na chór i częściowo chór, a zniszczeniu uległy szaty liturgiczne i bielizna kościelna.
1975	22 marca włamano się do kościoła na Gliniku. Sprawca ukradł pateny, aparat fotograficzny i kilka innych drobnych przedmiotów oraz zrobił duży bałagan.
1976	30 maja swoją mszę św. prymicyjną odprawił ksiądz Andrzej Kurowski, pierwszy ksiądz z parafii św. Franciszka z Asyżu.
27 czerwca podobną uroczystość przeżywał kolejny parafianin, ksiądz Feliks Kopydłowski.
2 sierpnia nowym proboszczem został ksiądz Czesław Herlender.
1981	Nowym proboszczem został ksiądz Józef Klaper.
1984	Nowym proboszczem został Józef Dąbrowski.
1985	10 kwietnia rozpoczął się kapitalny remont kościoła i budynków kościelnych.
4 października, podczas uroczystości odpustowych, poświęcono odnowiony kościół.
1986	23 lutego nieznani sprawcy podpalili gabloty informacyjne przed kościołem.
Na początku lipca rozpoczęto prace nad elewacją kościoła i budynków.
26 listopada parafia, wraz z księdzem kardynałem Henrykiem Gulbinowiczem, świętowała jubileusz czterdziestolecia pracy księży pallotynów na Podgórzu.
1988	Przed wakacjami pracom remontowym poddano dachy parafialnych budynków.
1989	W połowie grudnia nastąpiło ponowne włamanie do kościoła. Sprawcy rozbili gablotę z wotami, ale spłoszyła ich siostra Wiktoria.
1990	W czerwcu nowym proboszczem został ksiądz Karol Świostek.
We wrześniu, po wielu latach przerwy, religia powróciła do szkół. Księża z parafii św. Franciszka uczyli jej w Szkołach Podstawowych nr 5 i 7.
1992	W marcu parafia weszła w skład nowo utworzonej Diecezji Legnickiej, której pasterzem został ksiądz biskup Tadeusz Rybak.
We wrześniu rozpoczęło się malowanie kościoła.
3 i 4 maja parafia, w obecności księdza biskupa Tadeusza Rybaka, przeżywała drugie nawiedzenie obrazu Matki Boskiej Częstochowskiej.
1995	25 sierpnia nowym proboszczem został ksiądz Józef Klaper.
1996 	W kwietniu od parafii św. Franciszka z Asyżu odłączono Nowy Glinik.
3 września parafia przeżywała nawiedzenie Obrazu Matki Bożej Łaskawej z Krzeszowa.
1997	9 lipca księża i wierni świętowali pięćdziesięciolecie pracy księży pallotynów na Podgórzu.
Pod koniec listopada rozpoczęto malowanie kościoła oraz remont kaplicy Miłosierdzia Bożego.
10 grudnia odbyło się poświęcenie parafii i rodzin Najświętszemu Sercu Pana Jezusa. Na pamiątkę wydarzenia rodziny otrzymały metalowe serduszka, które zostały umieszczone w gablocie jako wotum.
2001	29 lipca uroczyście pożegnano Siostry Maryi, które po czterdziestu siedmiu latach zakończyły pracę w parafii.
Pod koniec sierpnia uruchomiono nowe ogrzewanie gazowe na plebanii.
W nocy z 27 na 28 sierpnia do kościoła włamali się złodzieje i ukradli wota z gablot. Po zawiadomieniu policji część wotów udało się odzyskać.
2002	21 kwietnia zmarł ksiądz proboszcz Józef Klaper, przebywający na leczeniu w Krakowie. Pogrzeb, przy licznym udziale księży, wiernych i gości, odbył się 24 kwietnia, na cmentarzu parafialnym.
Nowym proboszczem został przybyły w sierpniu ksiądz Zbigniew Stanek.
2003	W lutym oddano do użytku nowe nagłośnienie kościoła. Zmieniono także wystrój, demontując stojącą przy bocznym filarze ambonę i ustawiając ją w prezbiterium. Wymieniono także żyrandole w nawie głównej na lampy rtęciowe.
W marcu parafia weszła w skład nowo utworzonej Diecezji Świdnickiej, której pasterzem został ksiądz biskup Ignacy Dec.
W połowie roku dokończono wymianę instalacji grzewczej i odtąd wszystkie parafialne budynki ogrzewane były gazem.
20 czerwca, na boisku przy ul. Internatowej po raz pierwszy odbyło się Parafialne Ognisko, podczas którego parafianie mogli wziąć udział w licznych grach i zabawach, a skosztować pysznego jedzenia.
2005 – na początku roku powstał chór Magnificat, pod dyrekcją pani Beaty Muchy.
2 kwietnia – podczas wieczornego nabożeństwa, modlono się w intencji Jana Pawła II. W kolejnych dniach odprawiano msze i nabożeństwa w intencji zmarłego papieża, a 7 kwietnia księża i parafianie wzięli udział we mszy św. odprawionej na stadionie na Białym Kamieniu, a następnie w pielgrzymce do krzyża milenijnego na Chełmcu.
31 lipca – spod świdnickiej katedry wyruszyła na szlak druga piesza pielgrzymka diecezji świdnickiej na Jasną Górę. W jej skład po raz pierwszy weszła grupa wałbrzysko-pallotyńska, prowadzona przez księdza Jarosława Kamieńskiego. Z parafii pielgrzymowało ponad osiemdziesiąt osób oraz ksiądz Piotr Kopera.
2006 – 26 listopada ksiądz biskup Ignacy Dec poświęcił pomnik górników i kolejarzy.
2007 – 4 października uroczyście obchodzono odpust parafialny, jubileusz stulecia księży pallotynów w Polsce i sześćdziesięciolecie pracy księży pallotynów w Wałbrzychu.
2008 – 16 stycznia powstała strona internetowa parafii pod adresem: www.pallotyni.walbrzych.pl.
8 czerwca – parafia przeżyła nawiedzenie Obrazu Jezusa Miłosiernego.
2011 – od marca do kwietnia trwał remont wnętrza kościoła. Pomalowano sufit i ściany, w prezbiterium wymieniono podłogę z desek, a także ujednolicono jego trzy główne elementy: chrzcielnicę, ołtarz i ambonę, pokrywając dwa ostatnie kamieniem. Odświeżono także balustrady, żyrandole i figury.
24 sierpnia proboszczem został ks. Piotr Kopera.
14 kwietnia – odsłonięto tablice upamiętniającą ofiary katastrofy lotniczej pod Smoleńskiem.
22 listopada – parafia obchodziła osiemdziesięciolecie poświęcenia kościoła.
czerwiec 2022 – proboszczem został mianowany ks. Piotr Ochoński z diecezji świdnickiej zakończenie działalności Księży Pallotynów w parafii.
Księża diecezjalni obecnie posługujący w parafii:
- ks. Piotr Ochoński – proboszcz
- ks. kan. Grzegorz Kupczyk – wikariusz
- ks. Krzysztof Wereski - wikariusz